# Parabiago
Parabiago és un municipi italià, situat a la regió de la Llombardia i a la ciutat metropolitana de Milà. L'any 2006 tenia 25.530 habitants.